# Rubus calvus
Rubus calvus är en rosväxtart som beskrevs av Heinrich E. Weber. Rubus calvus ingår i släktet rubusar, och familjen rosväxter. Inga underarter finns listade i Catalogue of Life.